# Фрейтаг Роберт Карлович
Роберт Карлович Фрейтаг (рос. Роберт Карлович Фрейтаг; 1802, Зербен — 27 вересня 1851) — російський військовий діяч, генерал-лейтенант.

## Життєпис
У 1821 році закінчив Перший Його Імператорської Величності кадетський корпус і був випущений прапорщиком у 3-тю гренадерську артилерійську бригаду.
У 1839 році під час експедиції до південного Дагестану брав участь бойових діях при селищі Цукуль і при взятті приступом головних пунктів Аджіахурської позиції.
У 1840 році призначений командиром Куринського піхотного полку. В експедиції 1840 року, діючи у складі загону генерал-лейтенанта А. В. Галафеєва, 30 червня, рухаючись лівим берегом річки Сунжа, брав участь у знищенні багатьох сіл, а 11 липня брав участь у розгромі чеченців у Гехінському лісі і в битві на річці Валерік.
У 1841 році на чолі Куринського полку знаходився в експедиції генерал-ад'ютанта П. Х. Граббе, зібраної біля Внезапної. 27 червня під час сутички біля селища Алди був поранений кулею в шию, але не покинув лав до закінчення бою.
У 1842 році Р. К. Фрейтаг одержав під свою команду невеликий окремий загін для захисту від вторгнення горян Кумихської площі протяжністю у 400 верст. Наприкінці того ж року призначений начальником лівого флангу Кавказької лінії.
У листопаді 1843 року на чолі загону з 1400 козаків, чотирьох батальйонів піхоти і 16 гармат виступив проти горців і брав участь в розгромі військ Шаміля поблизу селища Казанищі.
У 1844 році, за дорученням головнокомандувача графа М. С. Воронцова, вирушив з Грозного до села Шалі для відволікання ворога від руху загону самого головнокомандувача до головного притулку Шаміля, Дарго. Після невдачі загону Воронцова в Даргинському поході Р. К. Фрейтаг висунув свій загін з аулу Герзель назустріч головнокомандувачу, тим самим врятувавши його від остаточної поразки.
Беручи участь в експедиціях 1847 і 1849 років, Фрейтаг остаточно звільнив від горян дорогу від укріплення Воздвиженського до укріплення Ачхой.
У 1848 році Р. К. Фрейтаг був призначений генерал-квартирмейстером діючої армії, яка у 1849 році виступила в Угорщину для придушення повстання. Брав участь у битвах поблизу Вайцена і поблизу Дебрецена.

## Нагороди
- Орден Святої Анни 3-го ступеня з бантом (1831);
- Орден Святого Володимира 4-го ступеня з бантом (1831);
- Орден Святої Анни 2-го ступеня з бантом (1831);
- Орден Святого Володимира 3-го ступеня (1841);
- Орден Святого Георгія 4-го ступеня (№ 6714; 03.12.1842);
- Орден Святого Станіслава 1-го ступеня (1844);
- Орден Святої Анни 1-го ступеня (1846);
- Орден Святого Володимира 2-го ступеня (1848);
- Орден Святого Георгія 3-го ступеня (№ 465, 01.09.1849).